# Game TV
Game TV ist ein interaktives TV-Angebot von Star TV, das seit dem 1. Juni 2007 über das Kabelnetz, IPTV sowie Internetfernsehen übertragen wird. Das Programm beschränkt sich auf den Bereich Computerspiele.
Die Game TV AG ist eine eigenständige Aktiengesellschaft mit in Schlieren, Zürich. Gründer und Geschäftsführer ist Paul Grau.

## Geschichte
Game TV startete am 12. Dezember 2002 mit einer Technologieversuchs-Konzession vom Bundesamt für Kommunikation für ein digitales, interaktives Fernsehen, dem heutigen HbbTV. Game TV geht auf die gleichnamige Gamesendung auf Star TV zurück, die erstmals 1995 ausgestrahlt wurde, als Sony, der damalige Sponsor, die PlayStation in der Schweiz lancierte.
Nach der Konzessionserteilung im Jahr 2003 für ein digitales, interaktives Fernsehen, verbreitete Swisscom als erstes Medium Game TV in der Schweiz auf Deutsch. Für den 1. September 2006 wurde eine Sendelizenz erteilt und Game TV wurde beim Schweizer Kabelnetzbetreiber Cablecom eingespeist. Seit 2006 wird Game TV zusätzlich über YouTube verbreitet. Seit 2018 wird Twitch als weiterer Kommunikationskanal genutzt und seit 2020 wird Game TV zusätzlich auf Facebook ausgestrahlt.
2018 wurde Game TV anlässlich der Liveübertragung des FIFA-Swiss eCups relauncht. Seit Sommer 2019 wird Game TV auch in Deutschland ausgestrahlt. 2019 erhielt Games TV 25 Mio. US-$ von Intel Capital.

## Programm
Game TV berichtet regelmäßig über nationale und internationale Computerspiel-Events. Konkret gemeint sind das virtuelle Motor- und Drone-Racing. So moderiert Game TV beispielsweise die Liveübertragung der Swiss Sim Race Series im TV und Web und ist verantwortlich für die internationale Distribution.
Auf Game TV werden primär zwei Formate angeboten: Geek Flash beschäftigt sich mit Filmen, Popkultur, Serien und Animes. Das Format Game Flash legt Fokus auf alle internationalen Neuigkeiten zu Videospielen und Popkultur. Auf Game TV werden unter anderem Fantasy Basel und
Gamescom Köln  ausgestrahlt.